# تود كيلي (سائق سيارة سباق)
تود كيلي (بالإنجليزية: Todd Kelly)‏ هو سائق سيارة سباق أسترالي، ولد في 9 أكتوبر 1979 في ميلدورا في أستراليا.